# 複素力学系
複素力学系（ふくそりきがくけい、英: Complex dynamics ）は、複素数の空間上での関数の反復適用によって定義される力学系の研究である。特に解析関数の力学系の研究を複素解析力学（英: Complex analytic dynamics ）と言う。

## 手法
- 一般
  - モンテルの定理
  - ポアンカレ計量
  - シュワルツの補題
  - リーマンの写像定理
  - カラテオドリの定理
  - ボッチャーの方程式
- 組み合せ数学 [1]
  - ハバード木
  - スパイダーアルゴリズム
  - チューニング
  - ラミネーション
  - 悪魔の階段
  - 軌道図

## 細分
- 正則力学系（正則関数の挙動）[2]
  - 一変数の場合
  - 多変数の場合

- 共形力学系（ Conformal dynamics ）は、一変数の複素正則力学系と、一変数の実可微分力学系を融合するものである。